# Stary cmentarz żydowski w Brzesku
Stary cmentarz żydowski – kirkut znajdujący się Brzesku w województwie małopolskim. Jest położony przy  ul. Głowackiego. 
Założony został w XVII wieku. W połowie XIX wieku został on całkowicie zapełniony. Udało mu się jednak pomimo zniszczeń wojennych przetrwać II wojnę światową. Po wojnie miejscowe władze uznały za stosowne wybudować na jego szczątkach garaże. Obecnie na terenie cmentarza znajduje się parking. Kamienny mur wokół terenu, który pozostał do dziś to dawne ogrodzenie cmentarza. Prochów pochowanych na tym cmentarzu nigdy nie ekshumowano.

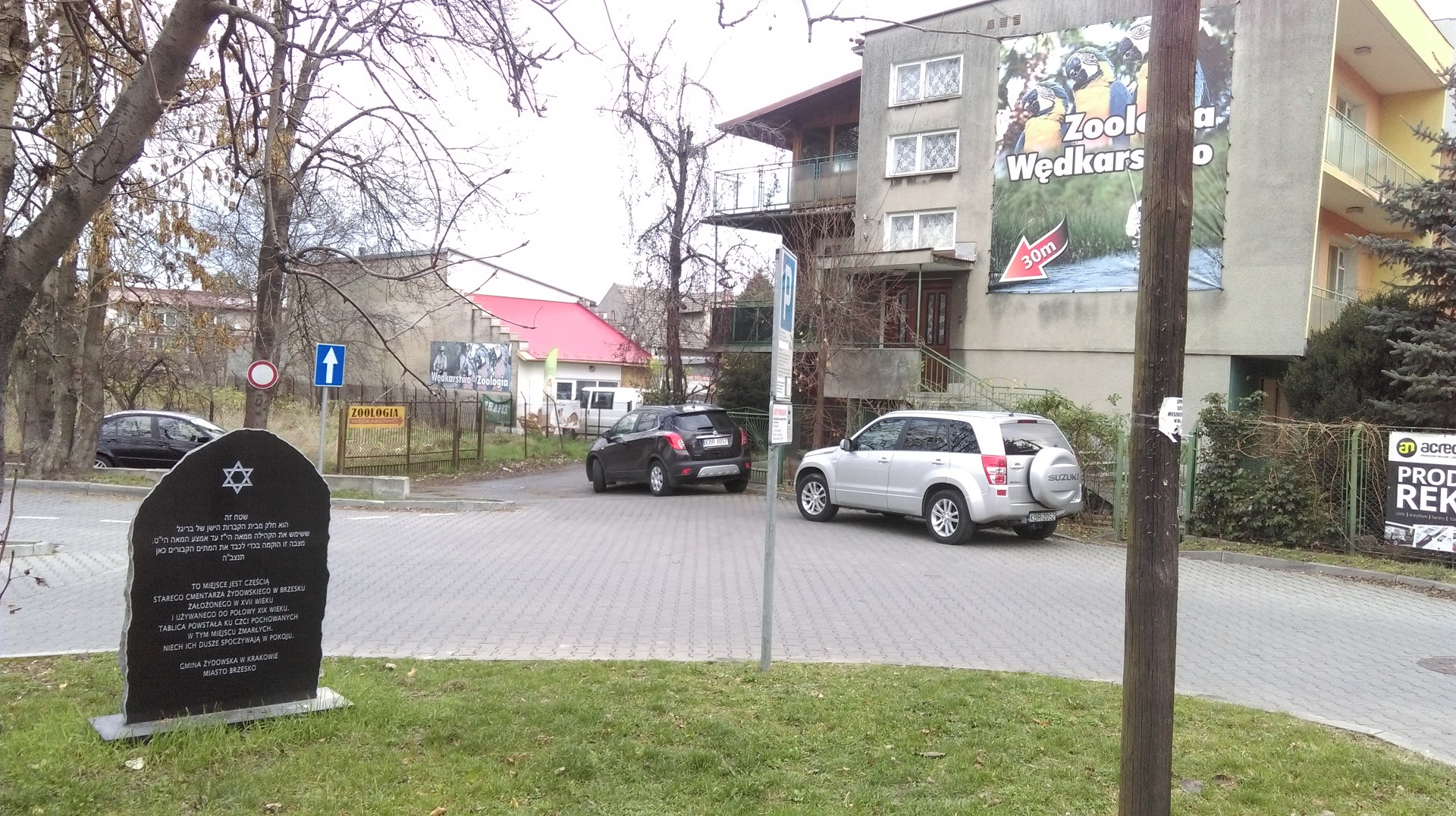